# Église Saint-Michel de Saint-Michel-de-Fronsac
Pour les articles homonymes, voir Église Saint-Michel.
L'église Saint-Michel est une église catholique romane du XIIe siècle située sur la commune de Saint-Michel-de-Fronsac, dans le département de la Gironde, en France.

## Localisation
L'église est au cœur du village de Saint-Michel-de-Fronsac qui se trouve sur la route départementale D 670, à l'ouest de Fronsac.

## Historique
La construction de l'église, sur le site d'une villa gallo-romaine, a débuté au XIIe siècle,. L'édifice roman, dans son plan primitif, comportait : une nef charpentée ; un clocher raidi de contreforts larges et plats ; une abside. Des baies, aujourd'hui murées, éclairaient la travée de la nef.
À partir de 1171, l'église dépendait d'un prieuré rattaché à l'abbaye bénédictine Notre-Dame de Guitres, qui fut unie au Noviciat des Jésuites de Bordeaux en 1613.
L'abside, construite en moyen appareil régulier et voûtée en cul-de-four, appartenait à un type répandu en Libournais (église de La Lande-de-Fronsac, Mouillac, Saint-Aignan).
Il y a sept arcades en plein cintre aux archivoltes décorées de points de diamant et de dents de scie. Ces arcades reposent sur des dosserets sur lesquels sont plaquées des colonnes qui soutiennent une corniche à modillons, nus au nord et ornés de pointe de diamant et croix de Saint-André au sud.

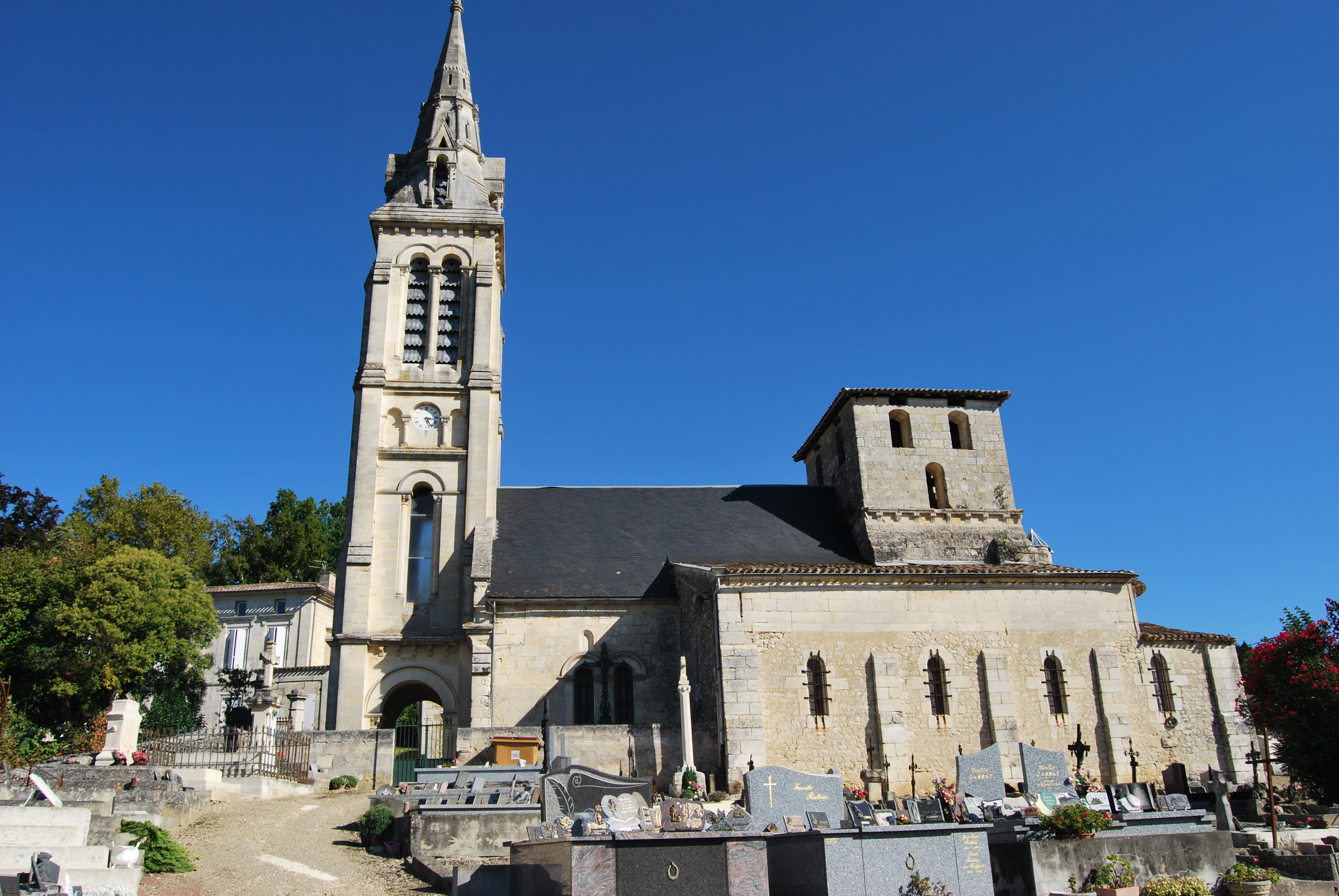
Façade sud
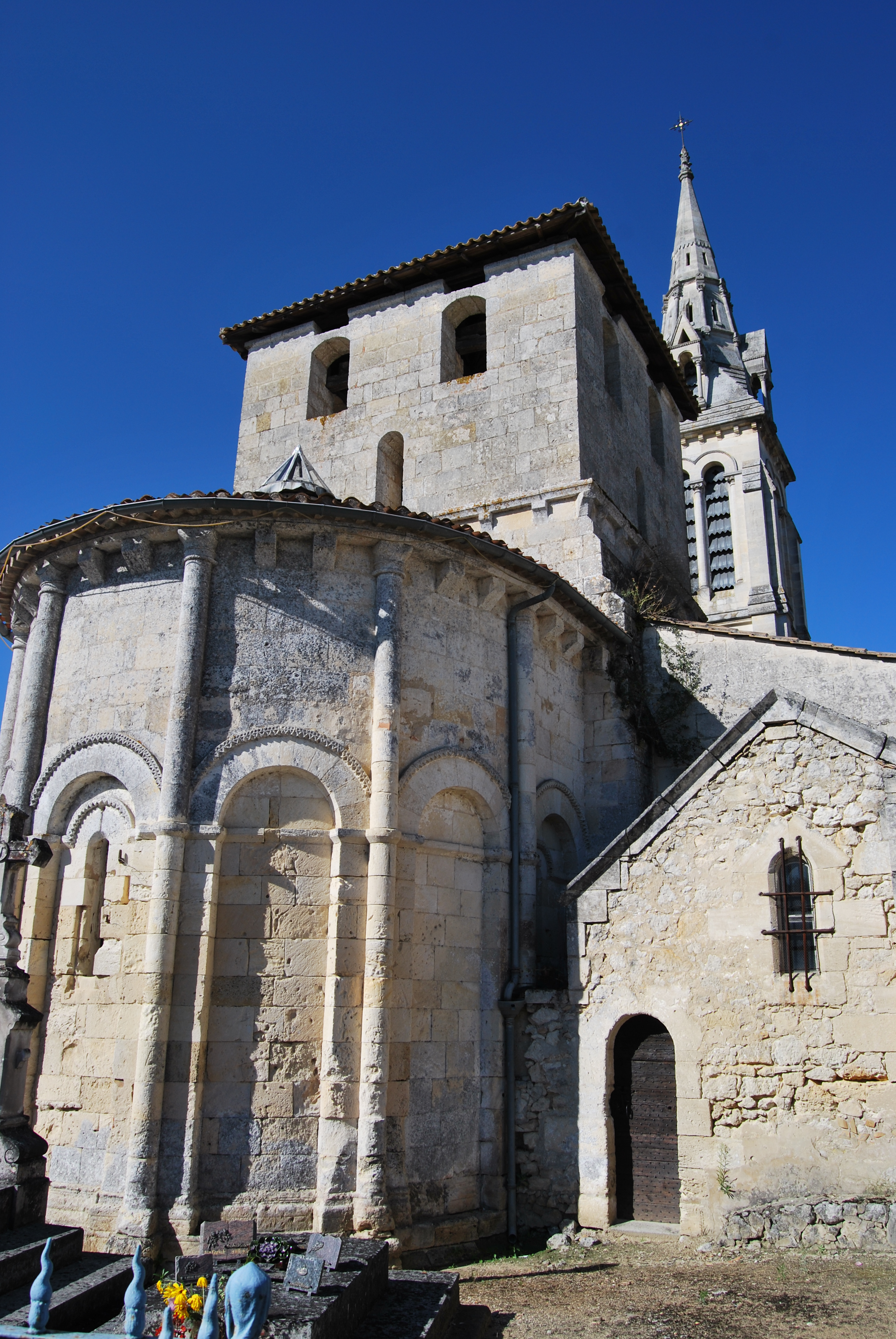
Façade est
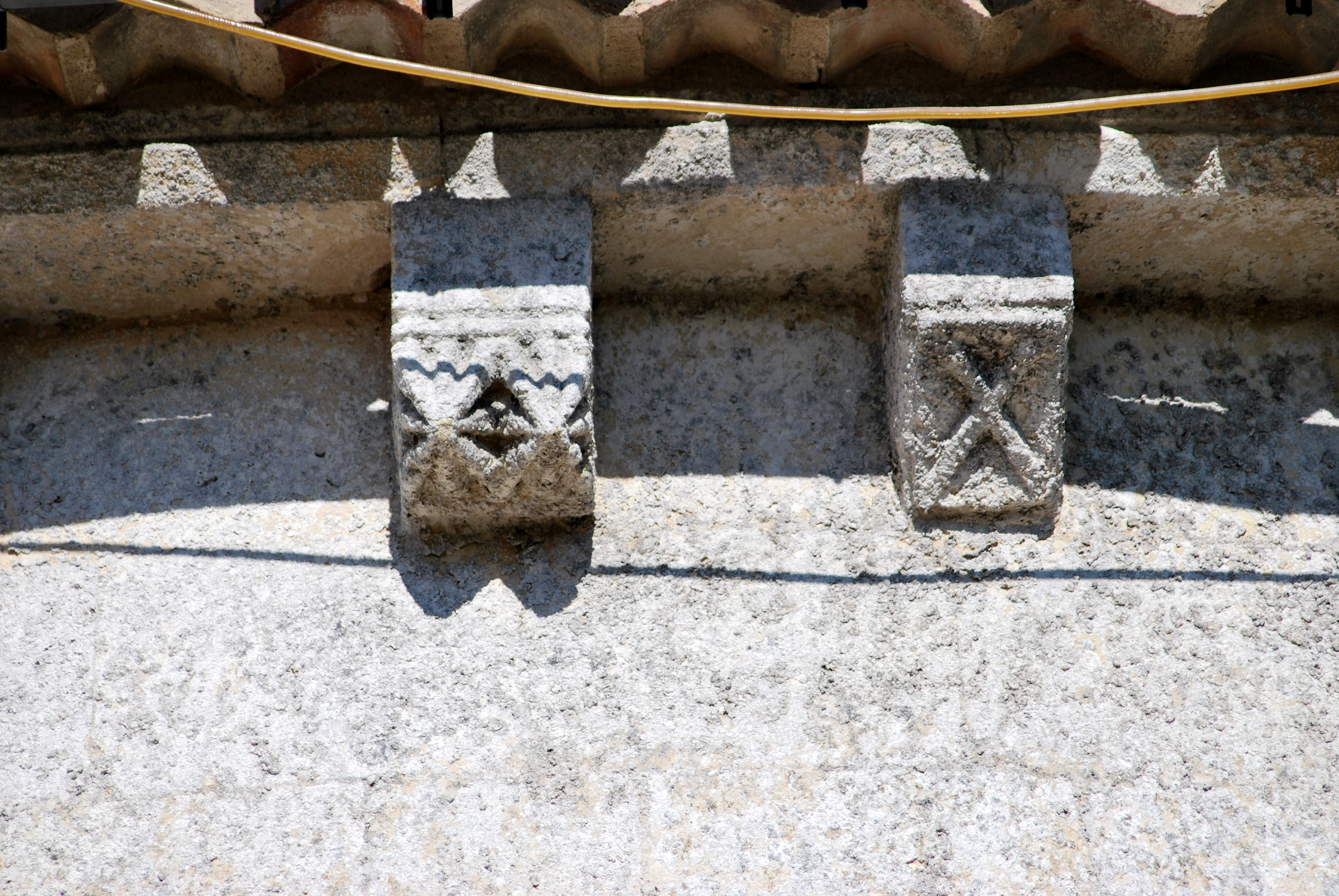
Modillons de la corniche
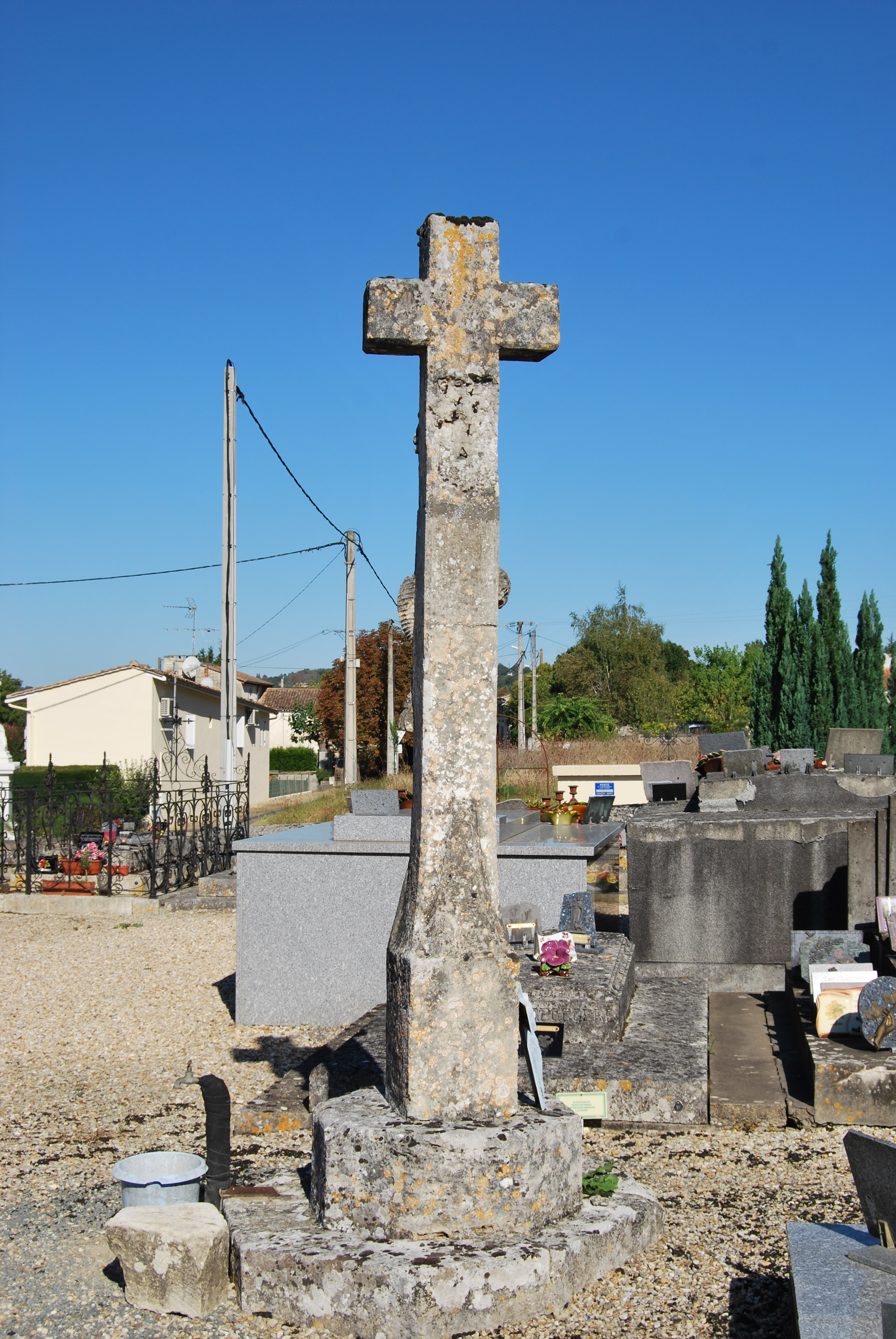
La croix de cimetière

Au début du XIIIe siècle, la travée précédant le chœur de l’église Saint-Michel est couverte d’une voûte gothique, en ogive, posée sur des supports romans.
(L’idée centrale de la croisée d’ogive et du style gothique, est de réaliser des voûtes qui reposent non pas directement sur des murs, mais sur ces ogives croisées. Elles-mêmes convergent vers des piliers. Avec cette méthode, la poussée n’est plus répartie tout au long du mur, comme dans le style roman, mais concentrée sur un point au sommet du pilier. Par conséquent, le mur lui-même peut être vidé et remplacé par des vitraux par exemple. La poussée reçue au sommet des piliers peut être facilement compensée par des arcs-boutants, arcs de pierre extérieurs.) 
Sur cette voûte, un clocher, tour carré à trois baies sur chaque face, était construit.
En 1543, la charpente de la nef est remplacée par une charpente en tiers-point. Le mur pignon est agrandi et percé d'un portail.
Au XVIIe siècle, deux collatéraux agrandissent la nef.
En 1844, une voûte en briques plâtrées vient masquer la charpente, puis un oculus zénithal est percé dans la voûte de l'abside.
En 1860, les collatéraux sont voûtés en brique.
En 1867 et 1869, un clocher de style néo-gothique est édifié à l'ouest de la nef, à l'emplacement de l'ancienne façade occidentale romane.
L'intérieur
En 1879, aménagement de la chapelle des fonts baptismaux et de la chaire néo-roman et entre 1885 et 1900, de l'installation du chemin de croix et des boiseries du chœur.
Au sud-ouest, il y a deux petits vitraux (fin XIXe) de Sainte Quitterie et Sainte Madeleine.
Au nord-est, un vitrail de Notre Dame de Lourdes.

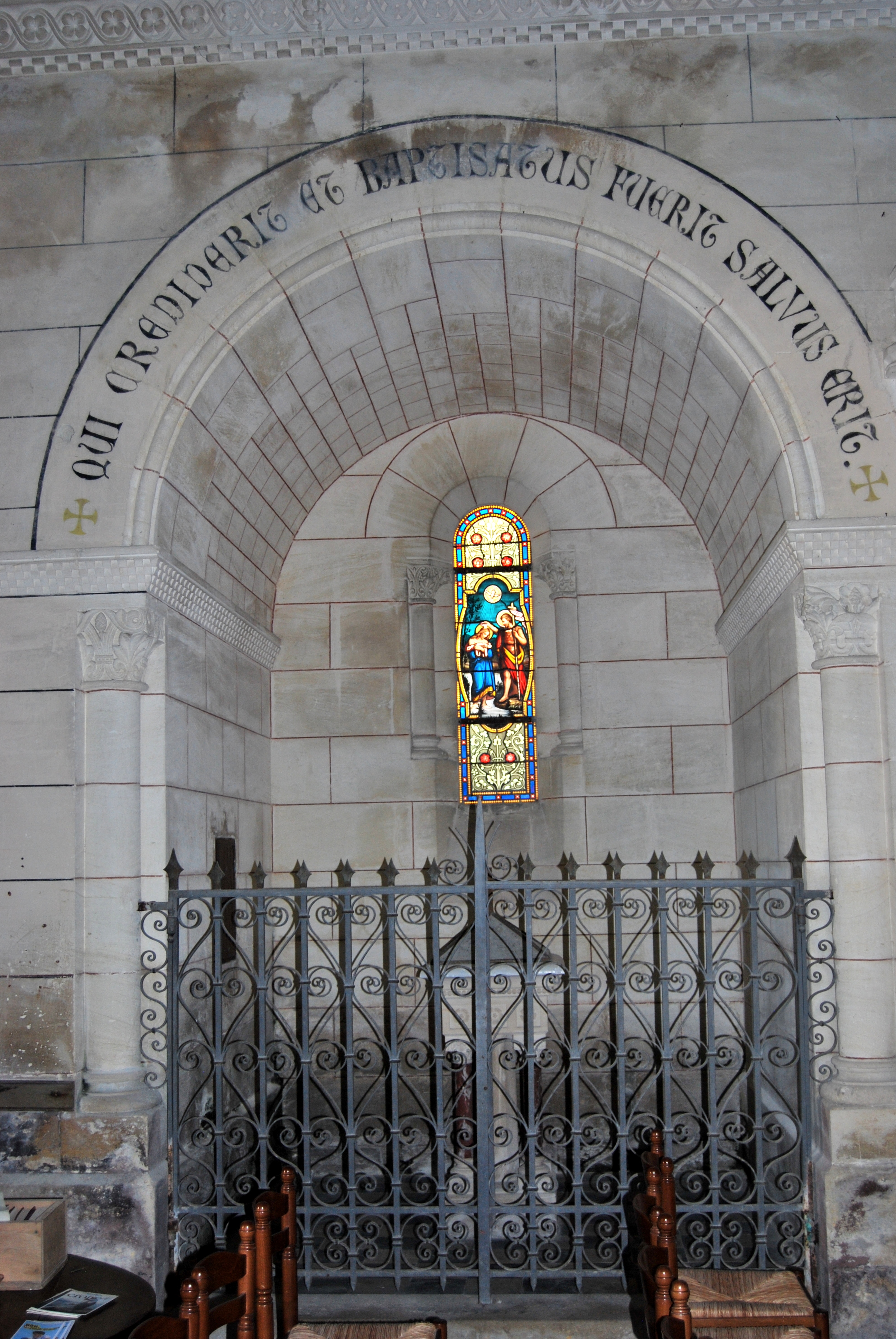
Chapelle des fonts baptismaux
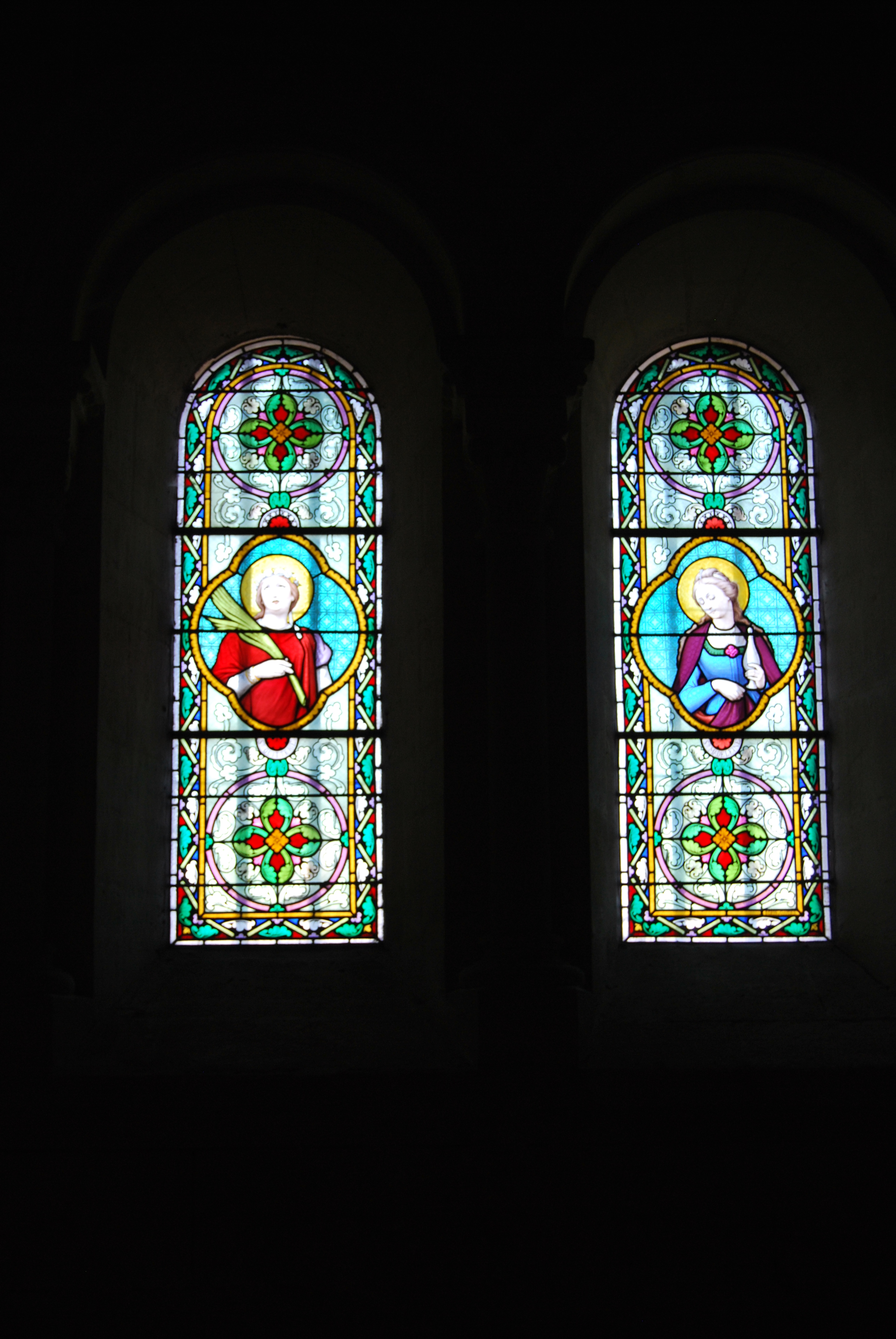
Sainte Quitterie et sainte Madeleine
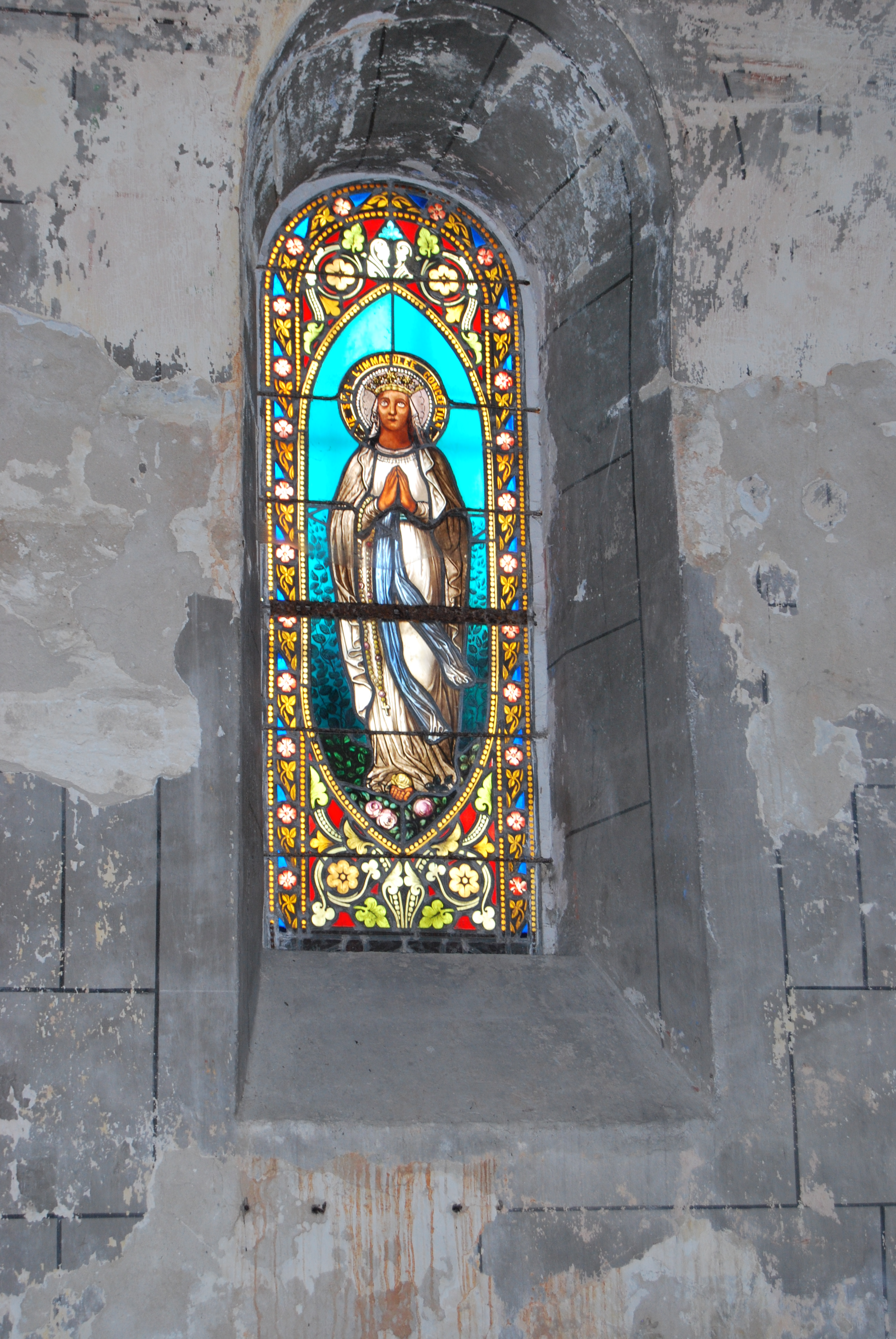
Notre-Dame de Lourdes
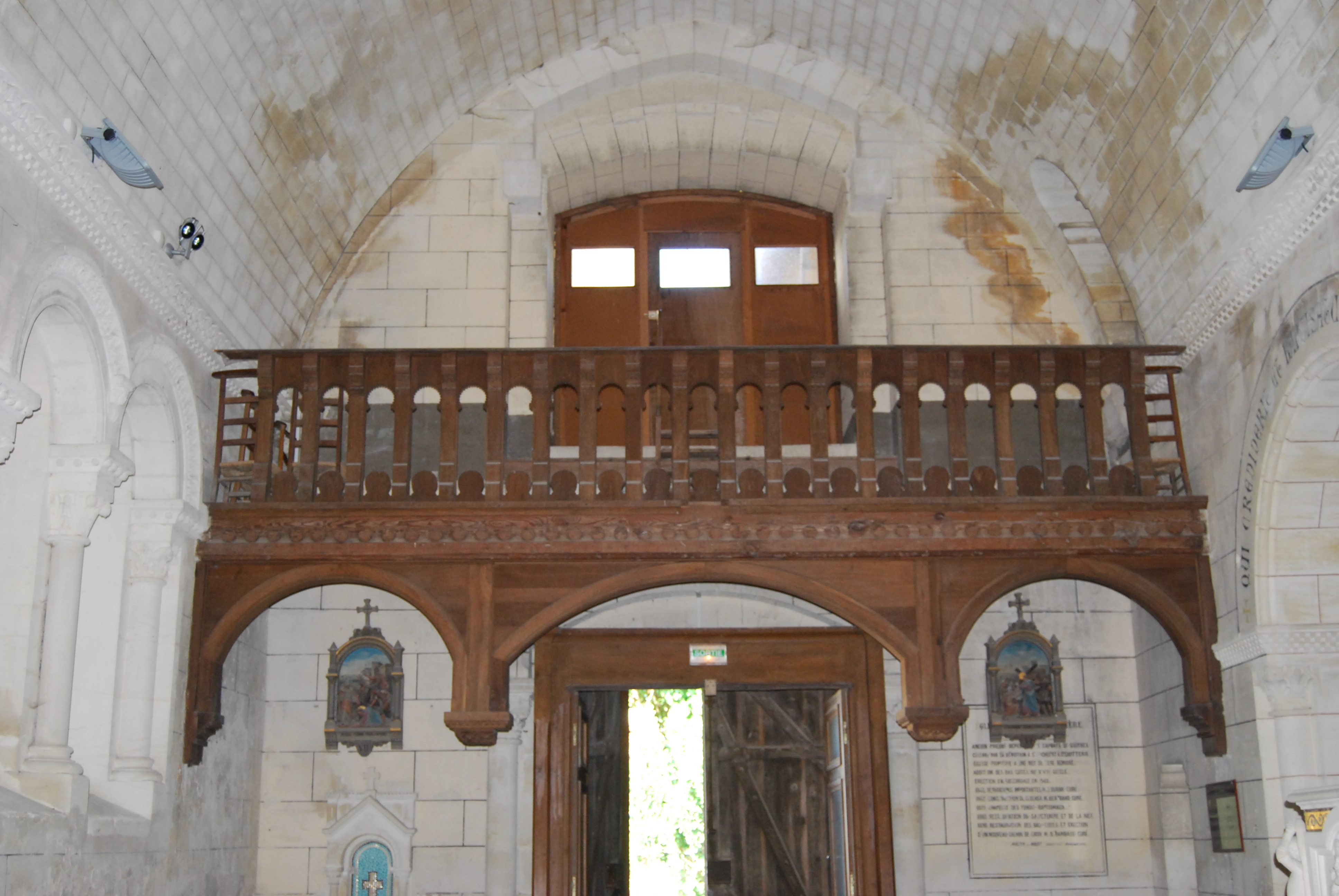
La tribune
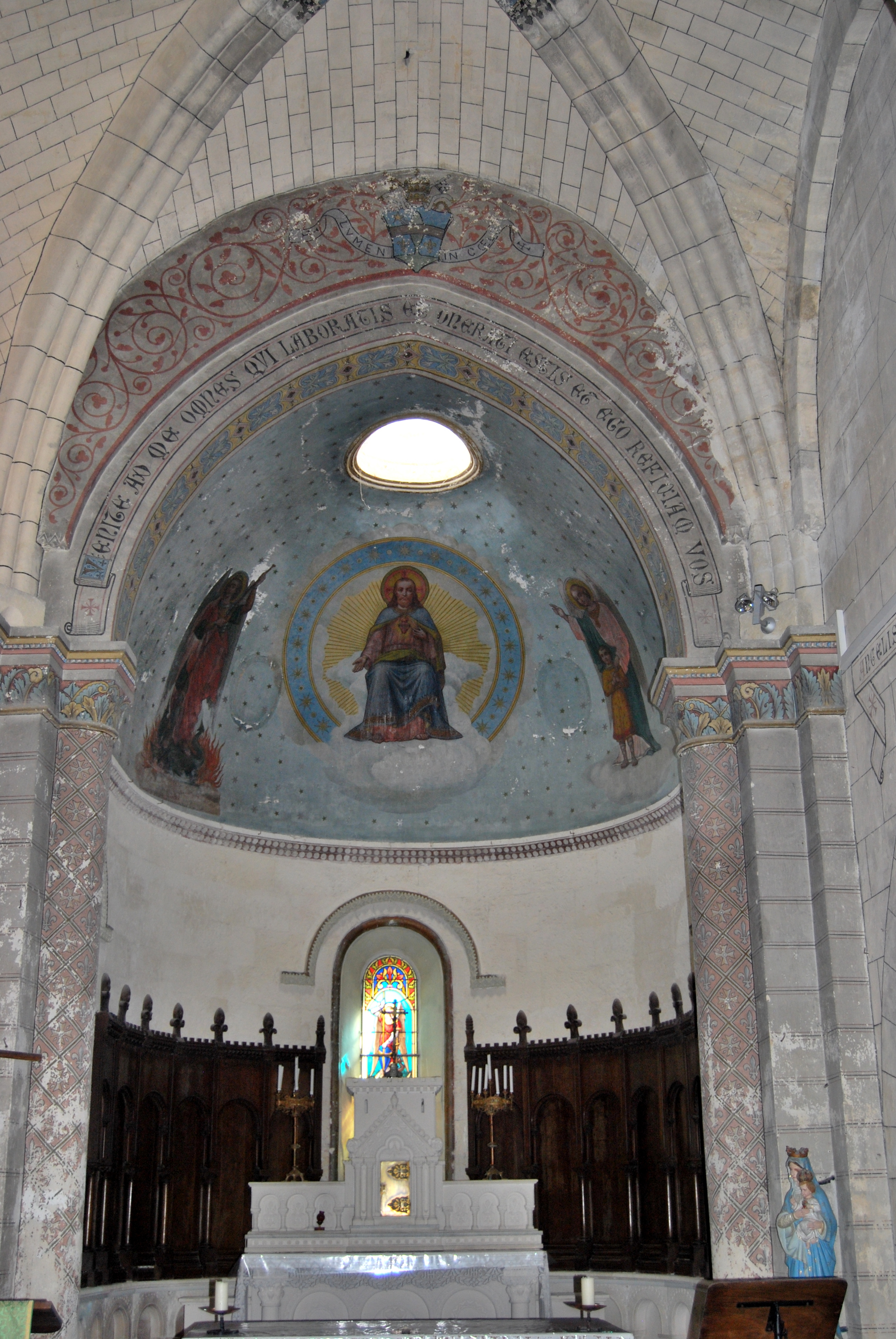
Abside et oculus
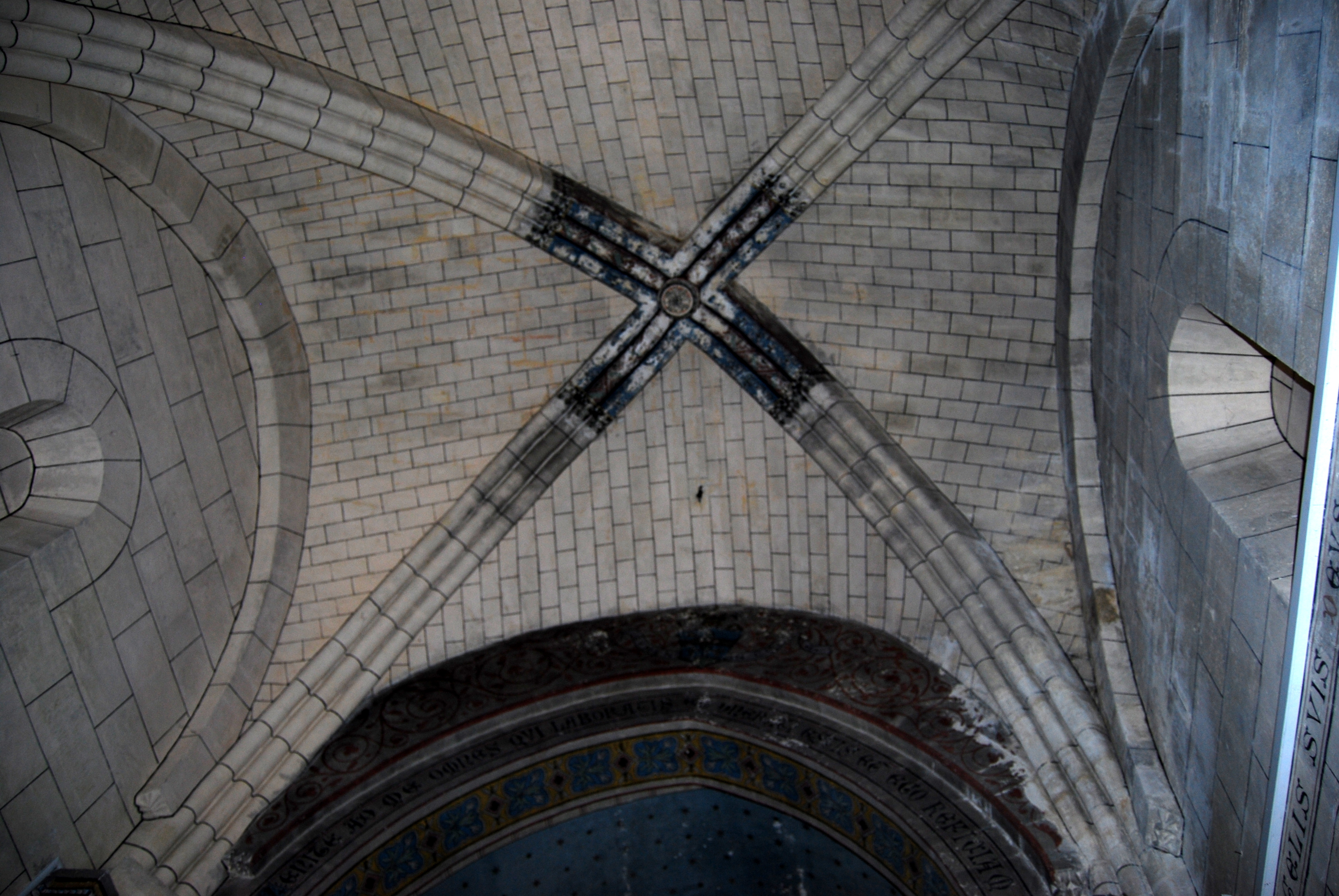
Ogives de la voûte

Le bas-côté sud, dédié à saint Jean Baptiste, possède trois petits vitraux, un retable et l'autel.
L'abside, avec l'autel majeur, possède un vitrail de Saint Michel.
Le bas côté nord, dédié à la Vierge, a  deux baies vitrées. L'autel de la Vierge possède un retable en bois sculpté et peint. Il y a également des statues de sainte Catherine d'Alexandrie et de sainte Thérèse d'Avila.

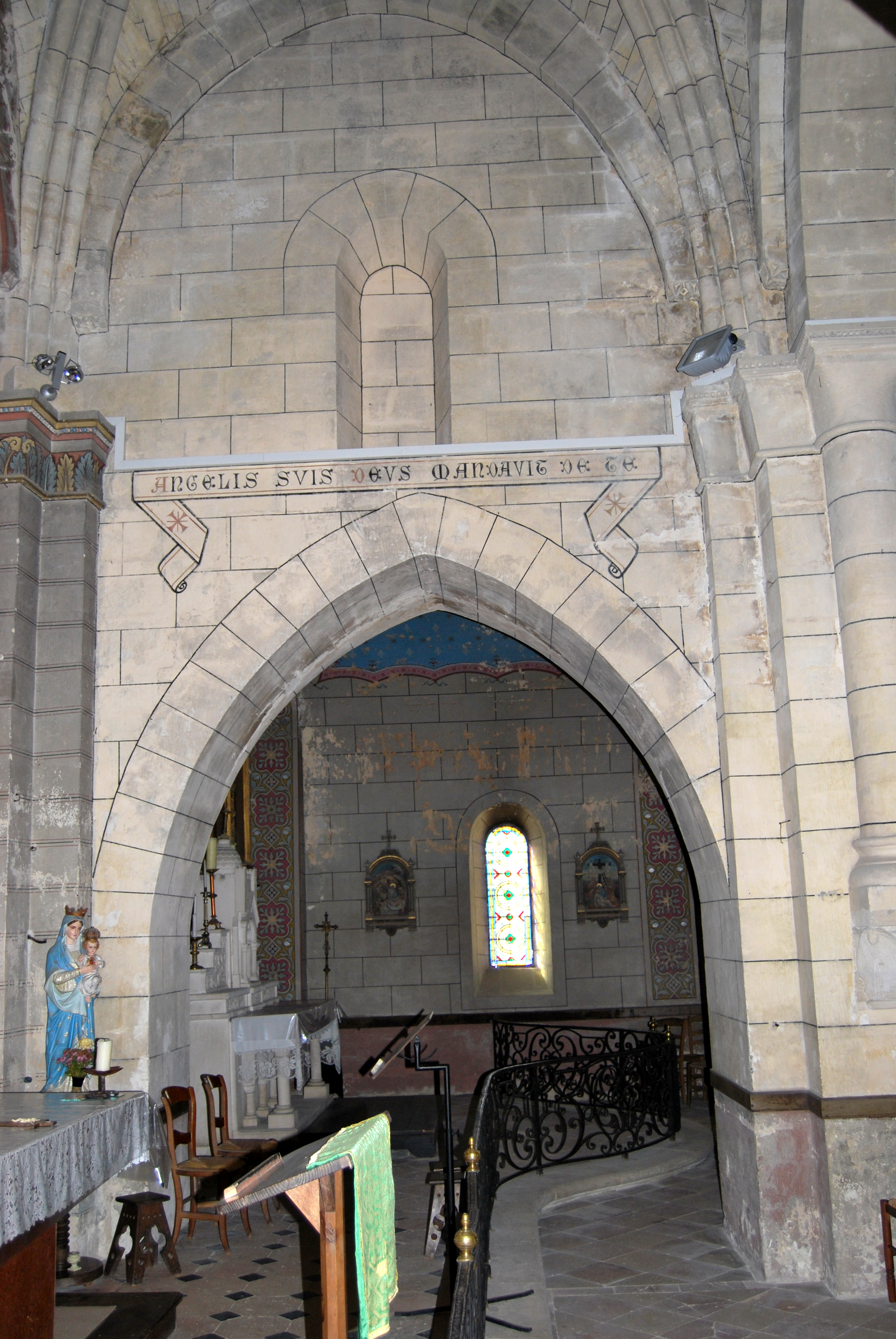
Entrée bas-côté Sud
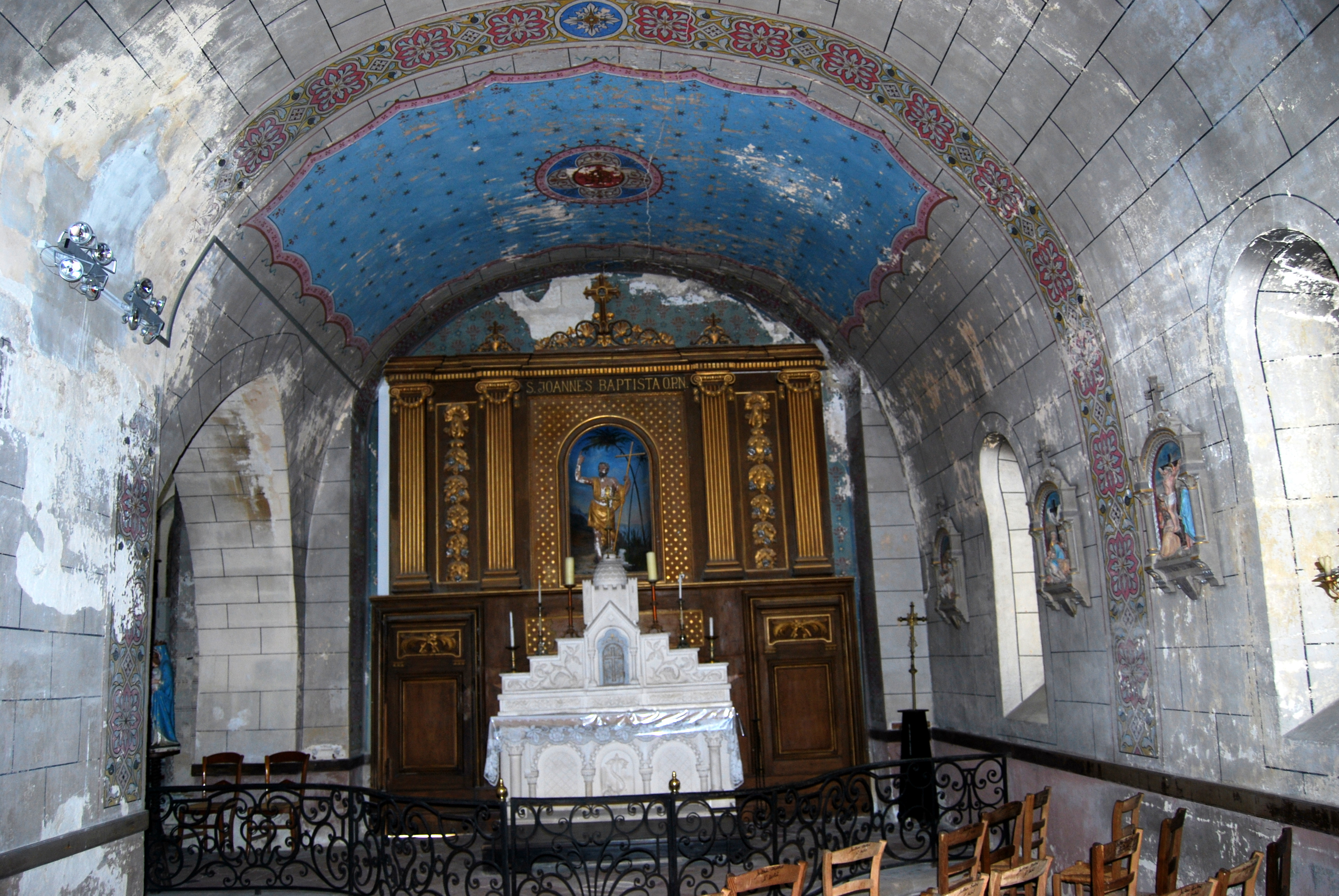
Bas-côté Sud : autel dédié à saint Jean-Baptiste
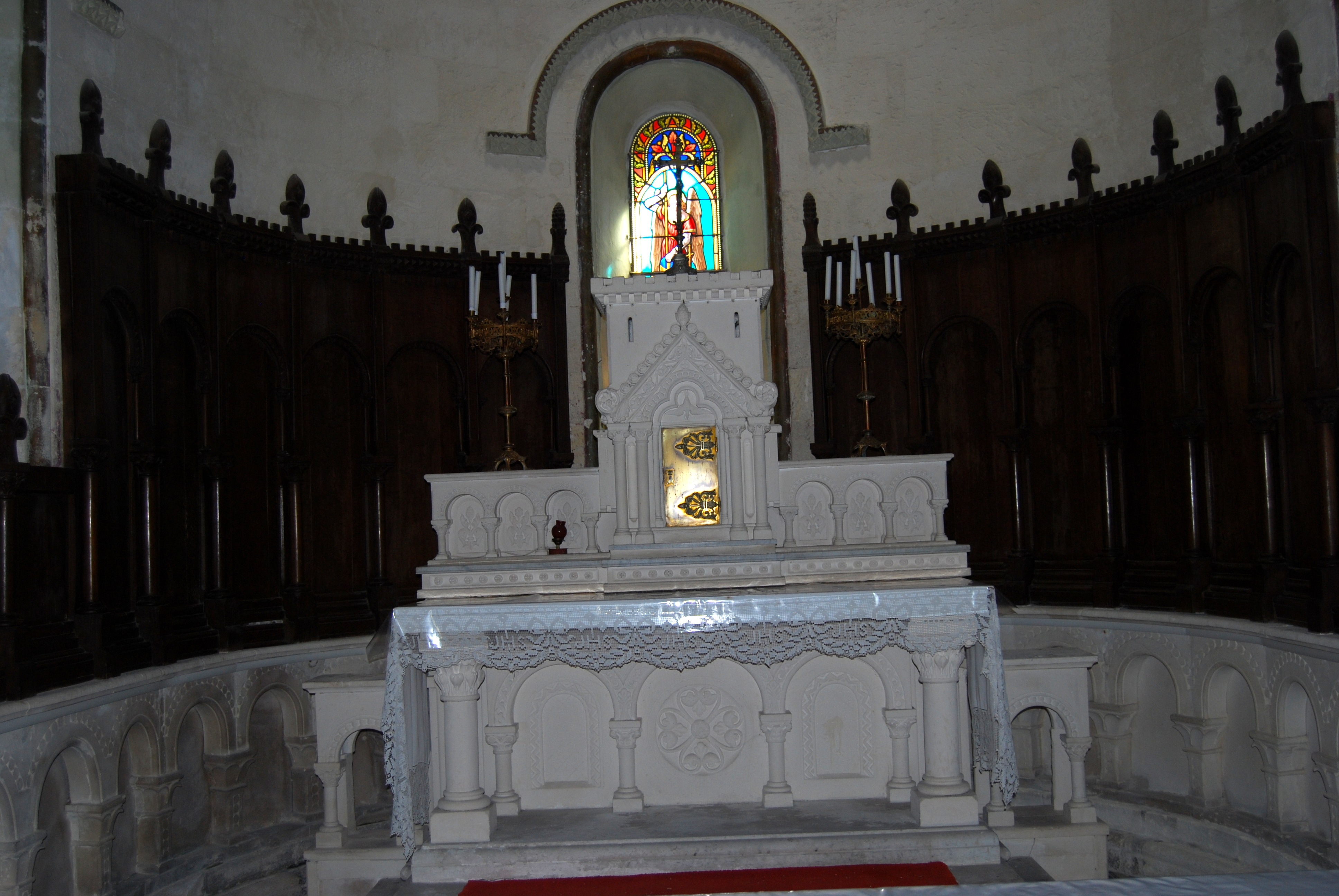
Autel majeur
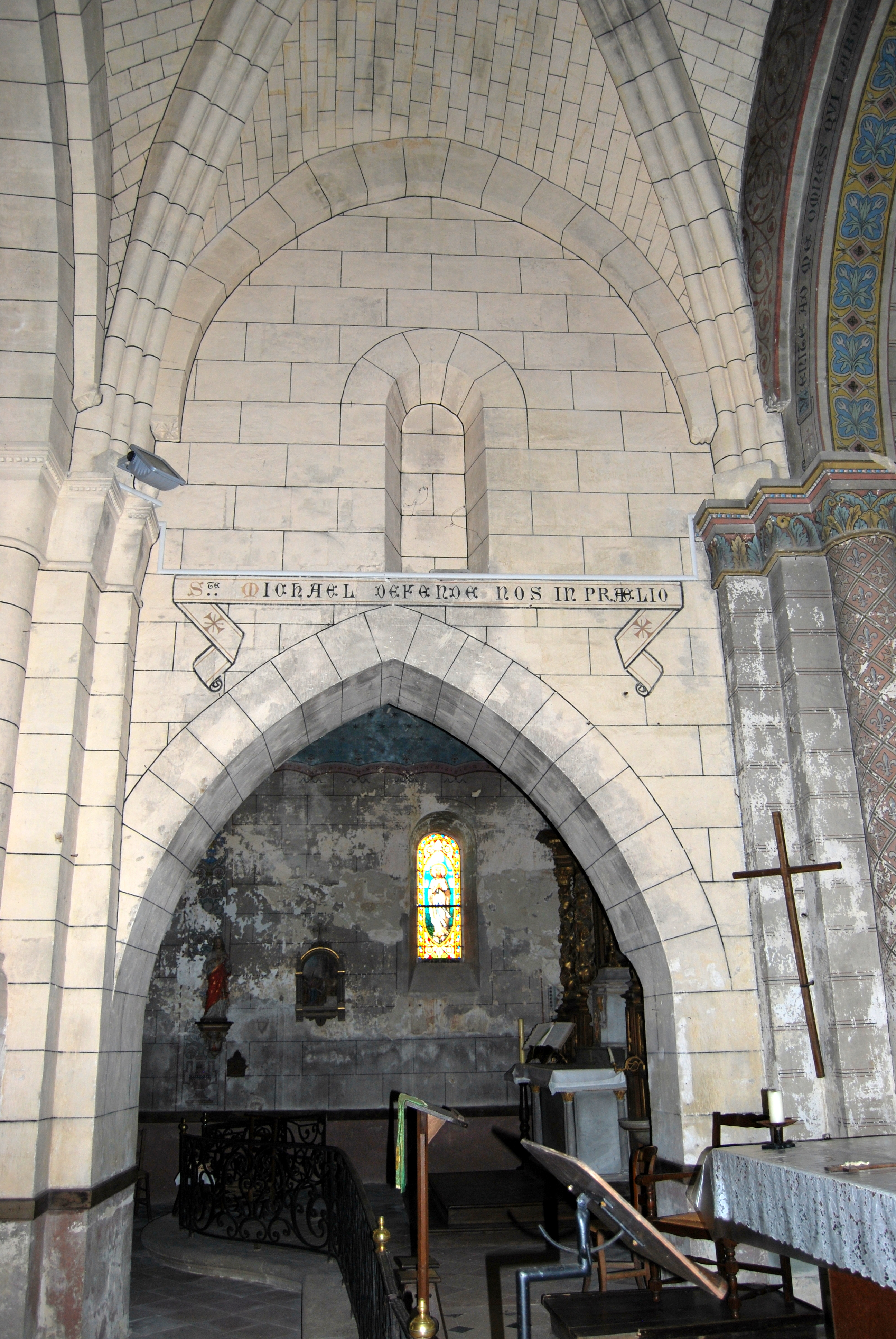
Entrée bas-côté Nord
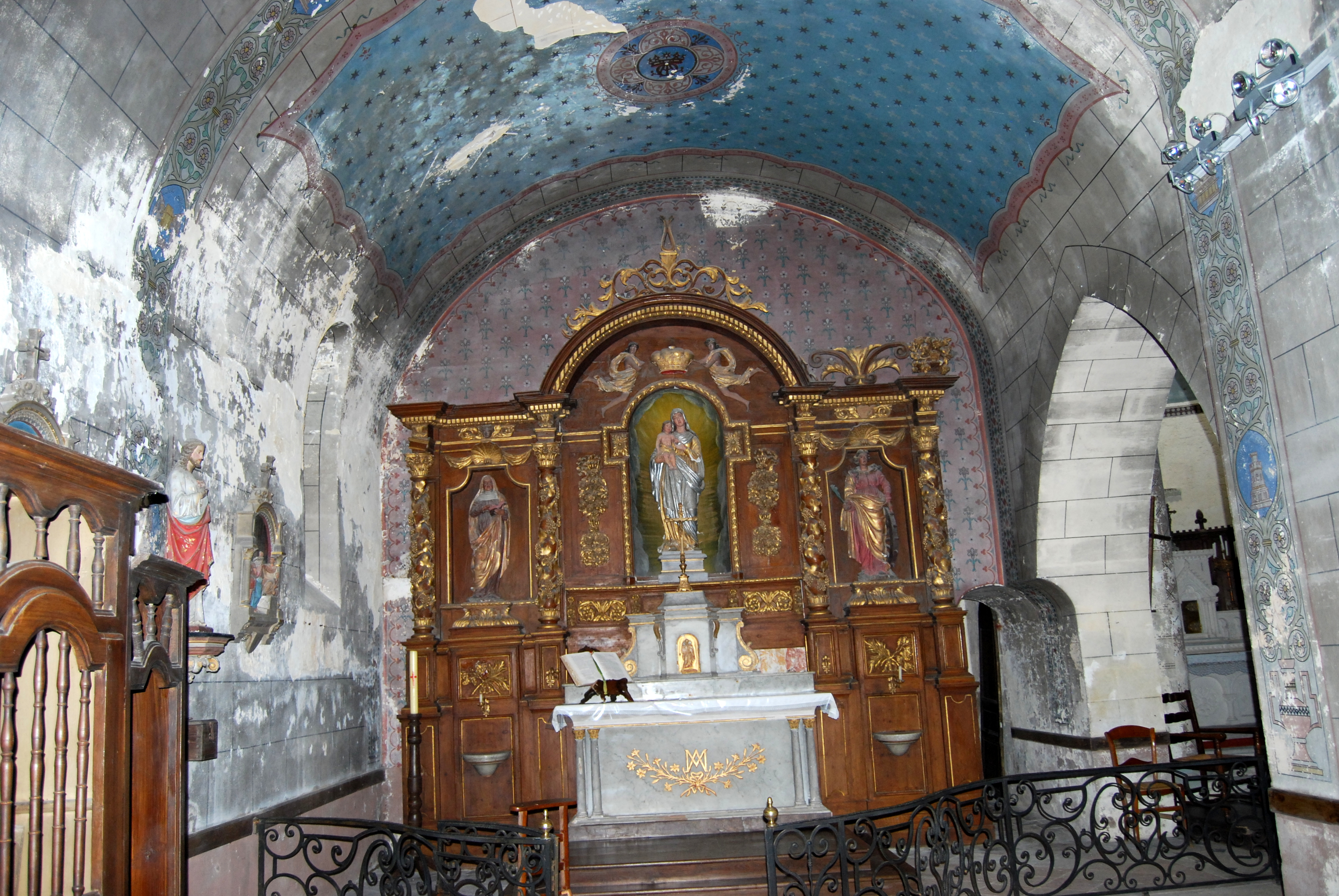
Bas-côté Nord : autel de la Vierge

Le mobilier
Le bénitier (1622) est à l'entrée de l'église. Il comporte un vase circulaire porté sur une colonne. L'ensemble est orné d'une coquille Saint-Jacques, qui rappelle qu'un des Chemins de Compostelle passe par Saint-Michel-de-Fronsac.
En 1777, le curé Serres a fait ériger une rampe en fer forgé, de style Louis XV, qui réunissait les trois sanctuaires de l'église. Sur sa main courante il y a une inscription qui précise sa date de création, le nom du curé en fonction et les artisans à l'origine de sa fabrication (Arnaud, grand ouvrier et Catherineau, ouvrier de la confrérie de Saint-Jean). Le curé Serres a également fait ériger une rampe du même style sur les marches du presbytère.
Il y a une croix de procession du XVIIIe siècle.
La chaire néo-gothique date de 1879.
Cadre en bois sculpté avec reproduction de Notre-Dame du Perpétuel Secours du XIXe siècle.

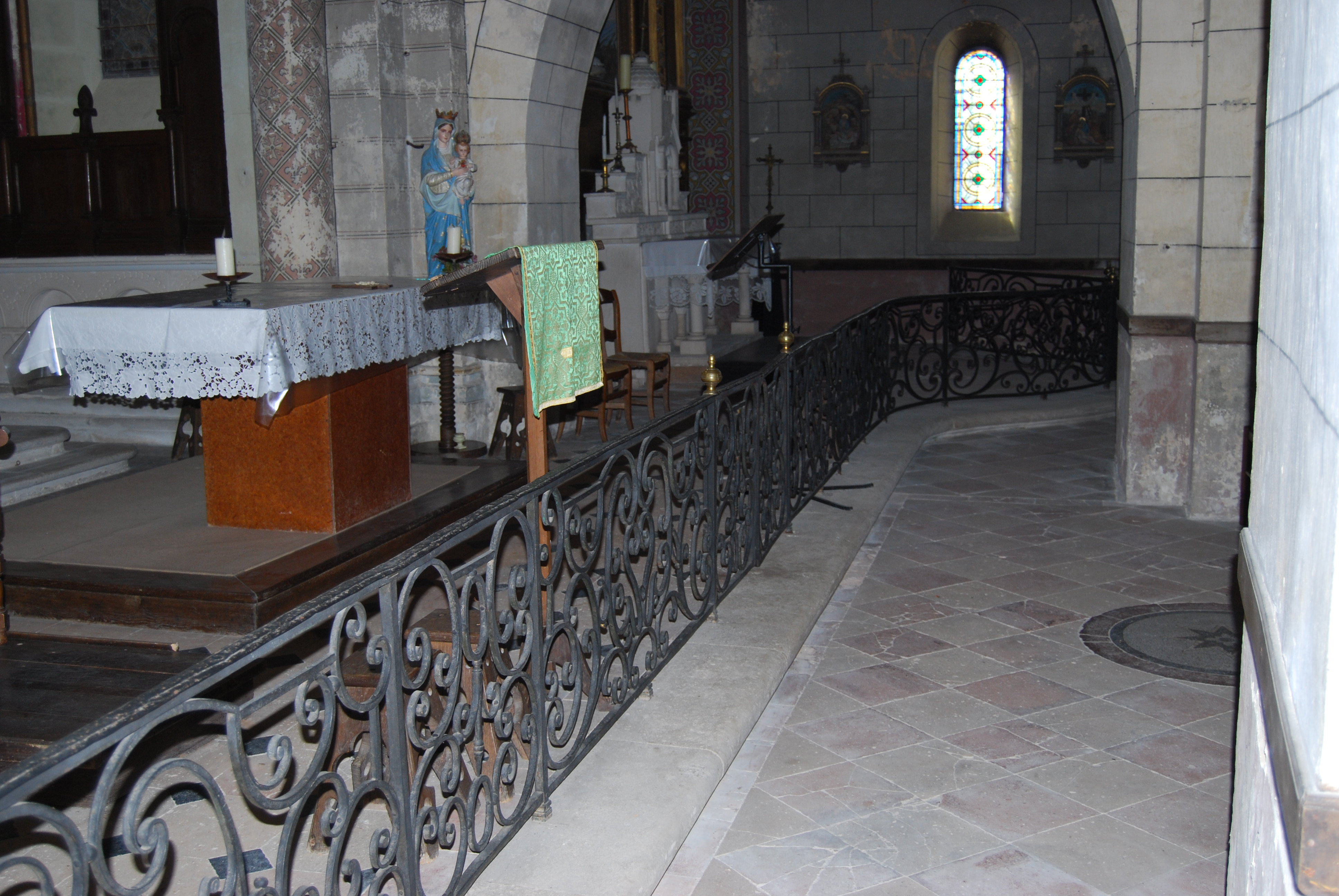
La grille
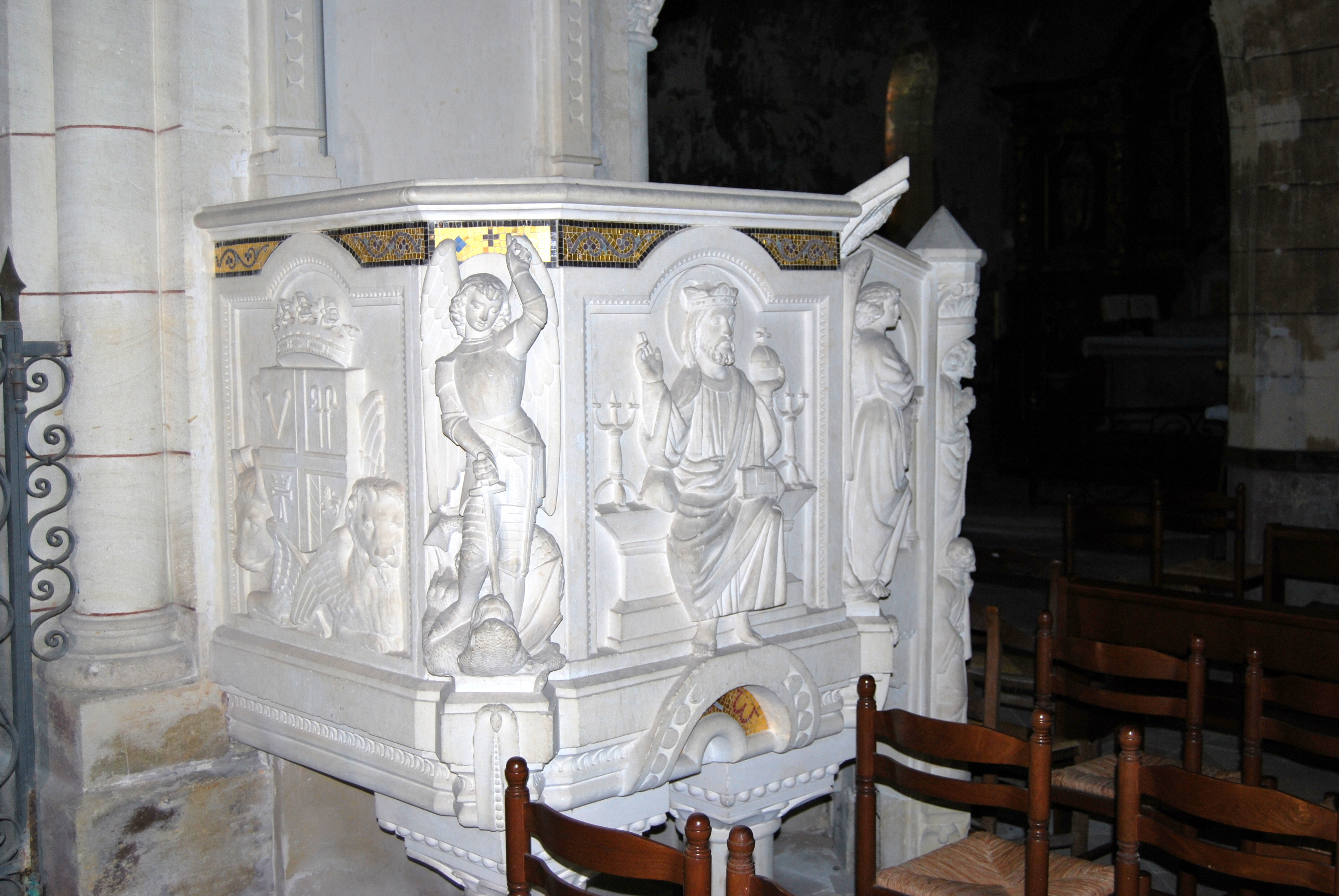
La chaire
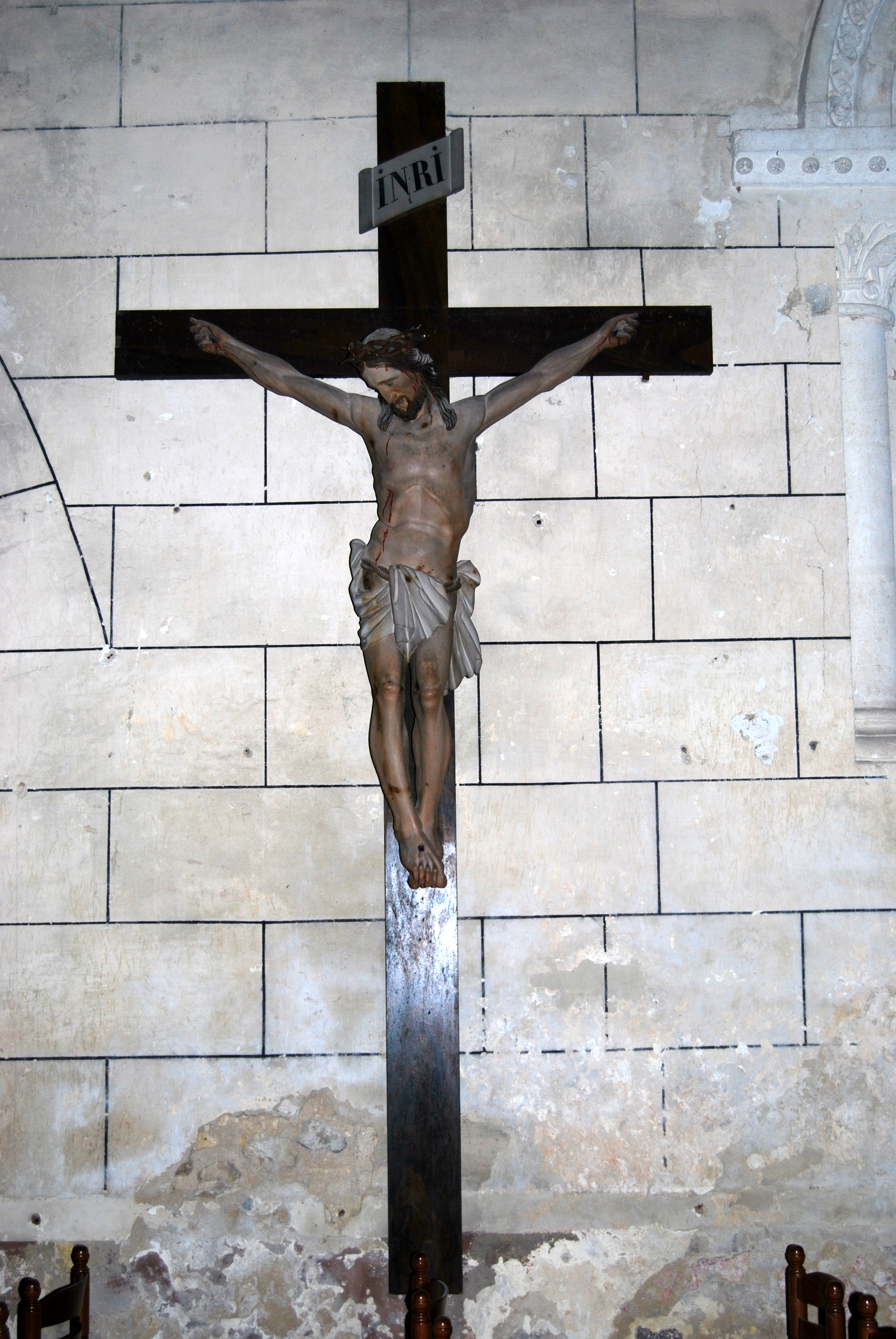
Crucifix
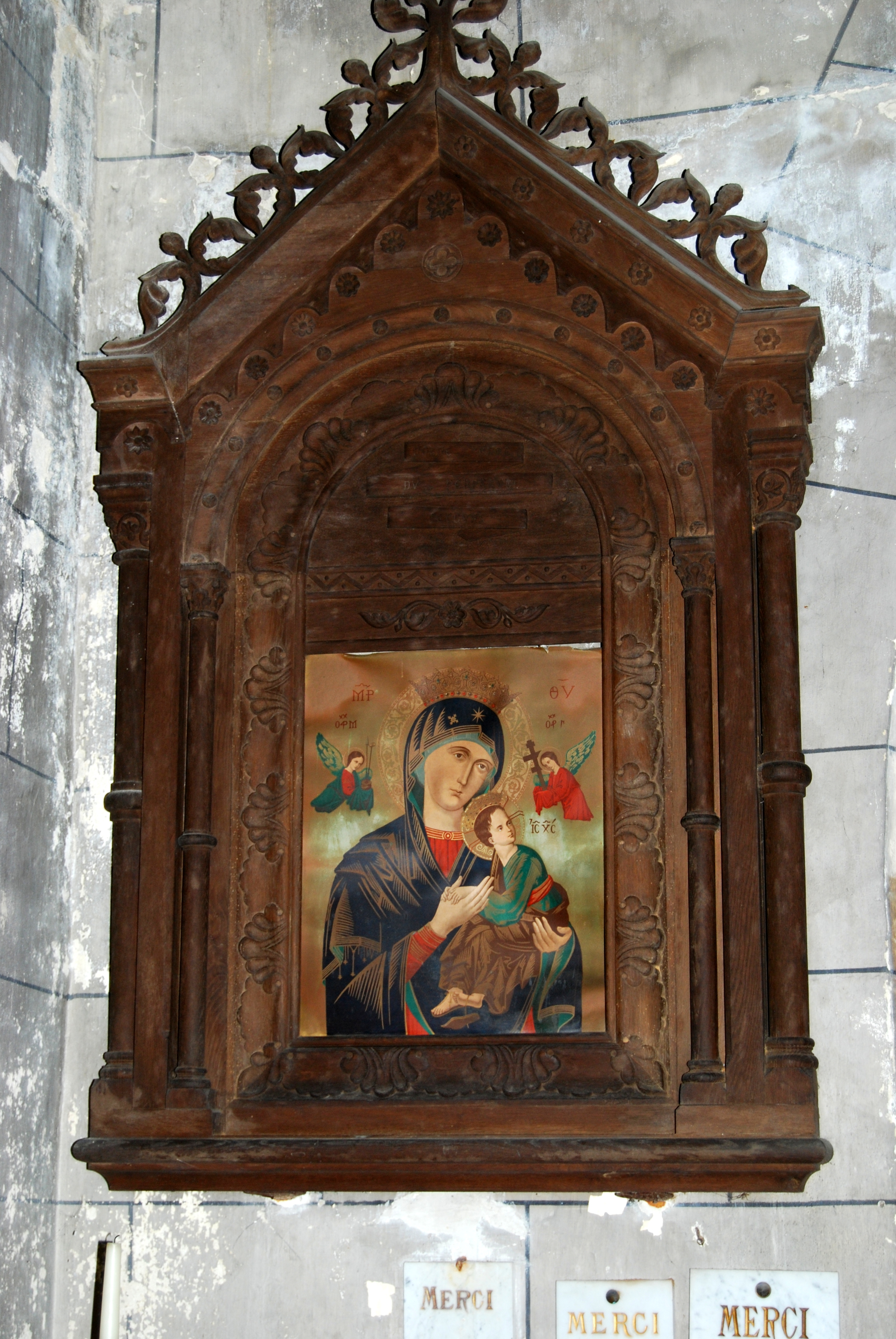
Cadre en bois sculpté

L'abside, le chœur et le clocher ont été inscrits au titre des monuments historiques par arrêté du 24 décembre 1925.